# Filharmonia im. Karola Szymanowskiego w Krakowie
Filharmonia im. Karola Szymanowskiego – filharmonia w Krakowie z siedzibą w gmachu przy ulicy Zwierzynieckiej 1 (róg ulicy Straszewskiego). Koncert inauguracyjny odbył się 3 lutego 1945 roku.
Od września 2020 roku funkcję Dyrektora Naczelnego Filharmonii pełni Mateusz Prendota.

## Historia
Pierwsza zawodowa krakowska orkiestra symfoniczna powstała w 1909 roku pod kierownictwem Feliksa Nowowiejskiego. Działała z przerwą wojenną (1914–1918) do września 1939 roku. W okresie trzydziestoletniego istnienia działała pod auspicjami Związku Zawodowego Muzyków Polskich w Krakowie.
Po wojnie, w roku 1919 związek reaktywowano. Powstał też 80-osobowy zespół, który, jako Orkiestra Symfoniczna, zapoczątkował swą działalność w dniu 18 maja 1919 roku występem dla uczczenia setnej rocznicy urodzin Stanisława Moniuszki. W okresie tym orkiestra koncertowała pod batutą takich mistrzów jak: Zdzisław Górzyński, Bolesław Wallek-Walewski, Piotr Stermich-Valcrociata, Adam Dołżycki czy Walerian Bierdiajew. W repertuarze orkiestry znalazły się przede wszystkim utwory symfoniczne, ale również wykonywano dzieła oratoryjne, a także koncerty instrumentalne.
W 1937 roku Zarząd Towarzystwa Muzycznego utworzył samodzielną sekcję o nazwie Filharmonia Krakowska. Następnie inicjatywę przejęło Krakowskie Biuro Koncertowe Eugeniusza Bujańskiego, prowadzące zawodowy impresariat muzyczny i organizujące koncerty na własny rachunek. Orkiestrze nadano nazwę Krakowska Orkiestra Symfoniczna. Koncerty odbywały się aż do wybuchu II wojny światowej. Ostatni występ miał miejsce 21 maja 1939 roku pod dyrekcją Bronisława Wolfstala. Wykonano wówczas V symfonię Ludwiga van Beethovena i Koncert skrzypcowy Emila Młynarskiego (solistka: Irena Dubiska).
W okresie okupacji, na rozkaz generalnego gubernatora Hansa Franka, w lipcu 1940 roku powstała orkiestra pod nazwą Filharmonia Generalnego Gubernatorstwa. Składała się ona głównie z polskich muzyków zawodowych. Jedynym Niemcem w zespole był koncertmistrz Fritz Sonnleitner. Orkiestrą dyrygował Hans Rohr, a II. dyrygentem był Rudolf Erb. Po nagłej śmierci Rohra stanowisko dyrygenta w roku 1942 otrzymał Rudolf Hindemith (brat kompozytora Paula Hindemitha), a w 1944 roku Hans Swarowsky. W ówczesnych warunkach orkiestra stanowiła pewnego rodzaju oazę dla muzyków w niej grających. Dzięki legitymacjom muzycy unikali wywózek na roboty do Niemiec i transportów do Oświęcimia. Ten niewątpliwy immunitet był zasługą Rohra, dla którego muzyka i muzycy stanowiły największą wartość. Repertuar tamtych czasów obejmował głównie muzykę kompozytorów austriackich i niemieckich, a od roku 1942, po zniesieniu zakazu wykonywania utworów kompozytorów polskich, grano też muzykę narodową. Paradoksalnie, mimo trudnych warunków pracy i życia pod presją okupanta, orkiestra ta była jedną z najlepszych orkiestr europejskich w tym czasie jako „zespół znakomity o imponującej zdolności ekspresyjnej i spoistości”.

## Filharmonia od 1945
Po II wojnie światowej Filharmonia Krakowska rozpoczęła działalność koncertową jako pierwsza w Polsce. Pierwszy koncert orkiestry symfonicznej miał miejsce 3 lutego 1945 r., wkrótce dołączył chór mieszany, a w dalszej kolejności także chór chłopięcy. Dysponując tak rozbudowanym aparatem wykonawczym, specyfiką repertuaru Filharmonii Krakowskiej stały się oratoria, regularnie prezentowane w bieżących programach (często w zabytkowych kościołach Krakowa) oraz w programach światowych festiwali muzyki sakralnej. Jako ambasador kultury polskiej za granicą, Filharmonia Krakowska zasłużyła się szczególnie wykonując dzieła Karola Szymanowskiego – swego patrona od 1962 roku i Krzysztofa Pendereckiego. W Europie i świecie Filharmonia Krakowska obecna jest od przeszło 40 lat. Jej zespoły koncertowały w ponad 30 krajach – niemal we wszystkich krajach europejskich oraz w Iranie, Japonii, Kanadzie, Korei Płd., Libanie, Turcji i USA.
W Filharmonii Krakowskiej gościły najznakomitsze światowe zespoły symfoniczne, m.in. Orkiestra Filadelfijska (Eugene Ormandy), Orkiestra Clevelandzka (George Szell), Suisse Romande (Ernest Ansermet), Orchestre National de la Radiodiffusion et Television Française (Manuel Rosenthal), Jean Martinon, Pittsburska Orkiestra Symfoniczna (William Steinberg), Orkiestra Filharmonii Izraelskiej (Zubin Mehta), Filharmonii Czeskiej (Karel Ančerl, Václav Neumann), Leningradzkiej (Jewgienij Mrawinski), Moskiewska Orkiestra Kameralna (Rudolf Barszaj), Virtuosi di Roma (Renato Fasano), The Bach Ensemble (Joshua Rifkin), Halle Orchestra Manchester (Stanisław Skrowaczewski), Orkiestra Kameralna Jeana-François Paillarda, Musica Antiqua Köln (Reinhard Goebel). Koncerty prowadzili prominentni polscy dyrygenci, m.in. Zygmunt Latoszewski, Bogdan Wodiczko, Witold Rowicki, Jerzy Katlewicz, Kazimierz Kord, Jerzy Maksymiuk, Tadeusz Strugała, Krzysztof Penderecki, Antoni Wit i zagraniczni: Hermann Abendroth, Nikołaj Anosow, Roberto Benzi, Roger Désormière, Dean Dixon, Antal Doráti, Konstantin Iwanow, Paweł Klecki, Helmut Koch, Kiriłł Kondraszyn, Rafael Kubelík, Gilbert Levine, Jean Martinon, Władimir Ponkin, John Pritchard, Helmuth Rilling, Jerzy Semkow, Giuseppe Sinopoli, Volker Wangenheim, Carlo Zecchi.
O randze instytucji świadczy także lista koncertujących w Filharmonii solistów: Victoria de los Angeles, Claudio Arrau, Gina Bachauer, Arturo Benedetti Michelangeli, Cathy Berberian, Stanisław Bunin, Shura Cherkassky, Zara Dołuchanowa, Dorothy Dorow, Annie Fischer, Emil Gilels, Sidney Harth, Gary Karr, Nigel Kennedy, Leonid Kogan, Gidon Kremer, Nikita Magaloff, Witold Małcużyński, Yehudi Menuhin, Midori, Shlomo Mintz, Tatjana Nikołajewa, Lew Oborin, Garrick Ohlsson, Dawid i Igor Ojstrach, Vlado Perlemuter, Maurizio Pollini, Ruggiero Ricci, Mstisław Rostropowicz, Swiatosław Richter, Artur Rubinstein, Isaac Stern, Daniił Szafran, Henryk Szeryng, Narciso Yepes, Yo-Yo Ma, Teresa Żylis-Gara. Wysoka pozycja artystyczna Filharmonii im. K. Szymanowskiego udokumentowana jest głównie bieżącą działalnością koncertową. Obok cotygodniowych koncertów symfonicznych, Filharmonia organizuje także „Koncerty Uniwersyteckie” w auli Collegium Novum Uniwersytetu Jagiellońskiego, a ponadto recitale mistrzowskie, recitale organowe, koncerty umuzykalniające dla młodzieży (cykl „Musica - ars amanda”) i dzieci.

## Architektura

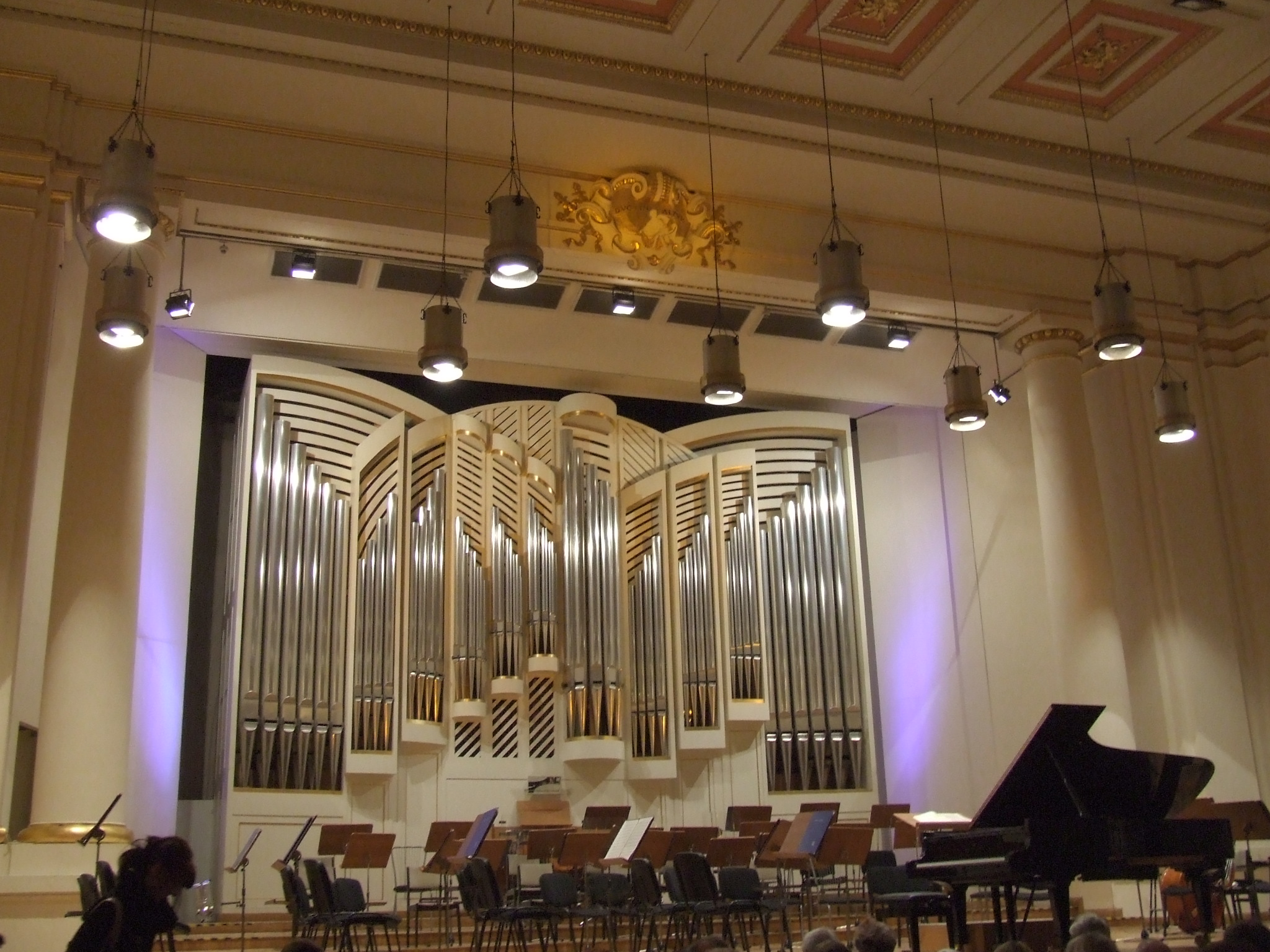
Wnętrze sali koncertowej

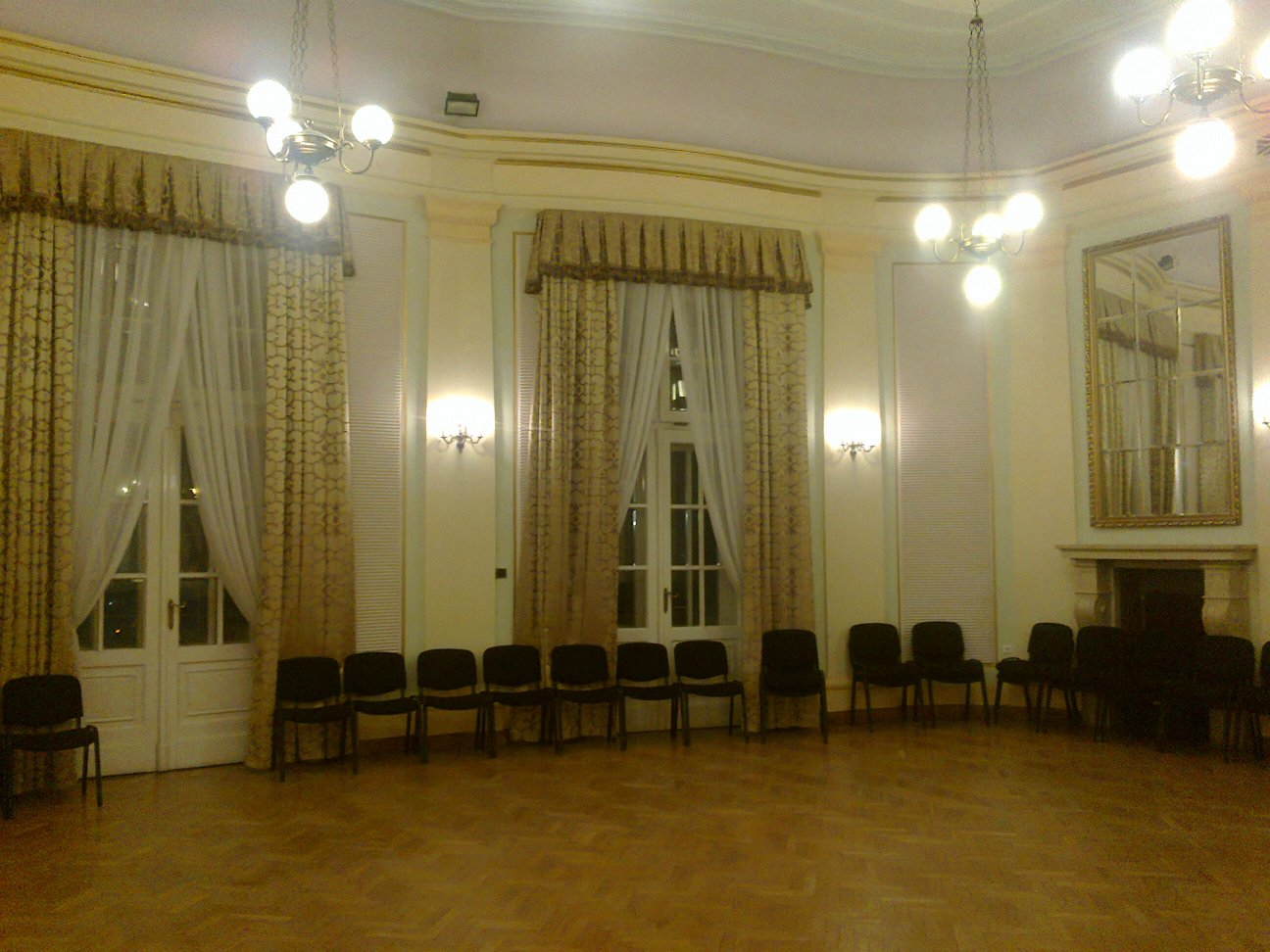
Złota Sala

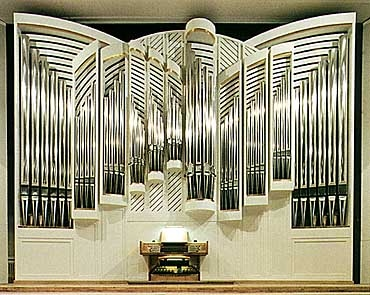
Organy Johannesa Klaisa

Budynek, projektu Józefa Pokutyńskiego został ukończony w roku 1931, pełnił funkcję Domu Katolickiego. Inicjatorem jego budowy był kardynał książę Adam Sapieha. Projektant wzorował się na budynku „Maison du Peuple” w Brukseli, zaprojektowanego w 1897 roku przez Victora Hortę. Wystrój budynku i sali koncertowej ma charakter neobarokowy w odróżnieniu od pozostałych pomieszczeń utrzymanych w stylistyce modernizmu. Budynek został zaprojektowany na wzór litery L. Fasadę budynku wieńczy kartusz z herbem krakowskiej Kurii Metropolitalnej – „Trzy Korony”. Budynek jest własnością Kurii. W latach 30. XX wieku był siedzibą kina Świt (niezwiązanego z późniejszym kinem Świt w Nowej Hucie). Użytkowany przez Filharmonię od 1945 roku. Województwo małopolskie planuje budowę nowego gmachu na siedzibę Filharmonii.
Powierzchnia użytkowa gmachu wynosi 4550 m², a kubatura 24 000 m³.

## Sala koncertowa
Sala koncertowa Filharmonii przy ulicy Zwierzynieckiej posiada 693 miejsca siedzące (parter, balkon, loże) i jest jedną z największych sal koncertowych Krakowa (przed przebudową posiadała ponad 800 miejsc). Utrzymana w estetyce lat trzydziestych z charakterystycznymi elementami wystroju – złoconymi kolumnami i stylowymi kasetonami sufitowymi. Scena o powierzchni 180 m² mieści ponad 200 muzyków.
Oprócz sali koncertowej Filharmonia dysponuje także dwiema salami przeznaczonymi do muzykowania kameralnego (Sala Złota, Sala Błękitna – w której 15 października 1938 roku debiutował jako poeta Karol Wojtyła).

## Organy
Głównym elementem wystroju sali koncertowej – a zarazem najokazalszym instrumentem Filharmonii – są organy firmy Johannes Klais Orgelbau z Bonn, wybudowane w 1996 roku. Przed nimi w 1982 organy zbudowała firma Alexander Schuke Orgelbau z Poczdamu, uległy zniszczeniu w pożarze budynku filharmonii 11 grudnia 1991 roku. Używany instrument posiada 50 głosów rozmieszczonych w czterech sekcjach brzmieniowych: Hauptwerk (13), Positiv (11), Schwellwerk (15) i Pedal (11). Wyposażony jest mechaniczną trakturę gry i elektryczną trakturę rejestrów.

## Dyrektorzy naczelni
Dyrektorzy naczelni Filharmonii Krakowskiej (chronologicznie):
- Zygmunt Latoszewski (1945)
- Jan Maklakiewicz (1945–1947)
- Walerian Bierdiajew (1947–1949)
- Piotr Perkowski (1949–1951)
- Tadeusz Krzemiński (1951–1969)
- Zbigniew Jeżewski (1970/1971)
- Jerzy Katlewicz (1971–1980), dyrektor naczelny i artystyczny
- Wiesław Kolankowski (1981–1987)
- Robert Wydra (1988–1991)
- Joanna Wnuk-Nazarowa (1991–1997)
- Anna Oberc (1998–2005)
- Jacek Berwaldt (– luty 2009), p.o. dyrektora naczelnego
- Paweł Przytocki (marzec 2009 – październik 2012), dyrektor naczelny i artystyczny
- Bogdan Tosza (październik 2012 – wrzesień 2020)
- Mateusz Prendota (od września 2020)

## Dyrektorzy artystyczni
Dyrektorzy artystyczni Filharmonii Krakowskiej (chronologicznie):
- Bohdan Wodiczko (1951–1955)
- Bronisław Rutkowski (1955/1956)
- Jerzy Gert (1957–1962)
- Andrzej Markowski (1962–1964)
- Henryk Czyż (1965–1968)
- Jerzy Katlewicz (1968–1980)
- Tadeusz Strugała (1981–1986)
- Krzysztof Penderecki (1988–1990)
- Gilbert Levine (1988–1991)
- Jerzy Maksymiuk (1992–1998) jako doradca artystyczny
- Tomasz Bugaj (1998–2005)
- Paweł Przytocki (marzec 2009 – październik 2012)
- Michał Dworzyński (2013–2015)
- Charles Olivieri-Munroe (2015–2021)
- Alexander Humala (2021–2025)[4]
- Michał Klauza (od sezonu 2025/2026)[5]

## I Dyrygenci
- Zygmunt Latoszewski
- Walerian Bierdiajew
- Witold Krzemieński
- Bohdan Wodiczko
- Stanisław Skrowaczewski
- Witold Rowicki
- Andrzej Markowski
- Henryk Czyż
- Jerzy Katlewicz
- Tadeusz Strugała
- Gilbert Levine
- Roland Bader(inne języki)
- Marek Pijarowski
- Władimir Ponkin
- Tomasz Bugaj
- Michał Dworzyński (2013–2015)
- Charles Olivieri-Munroe (2015–2021)

## I Dyrygent gościnny
- Łukasz Borowicz (od sezonu 2021/2022)

## Dyrygent Honorowy
- Antoni Wit[6]